# Lucien DeBlois
Joseph Lucien Jean Gonzague DeBlois (* 21. Juni 1957 in Joliette, Québec) ist ein ehemaliger kanadischer Eishockeyspieler und -trainer, der in seiner aktiven Zeit von 1973 bis 1992 unter anderem für die New York Rangers, Colorado Rockies, Winnipeg Jets, Montréal Canadiens, Québec Nordiques und Toronto Maple Leafs in der National Hockey League gespielt hat.

## Karriere
Lucien DeBlois begann seine Karriere als Eishockeyspieler bei den Éperviers de Sorel, für die er von 1973 bis 1977 in der kanadischen Juniorenliga QMJHL aktiv war. Anschließend wurde er im NHL Amateur Draft 1977 in der ersten Runde als insgesamt achter Spieler von den New York Rangers ausgewählt. Zudem wählten ihn die Québec Nordiques aus der World Hockey Association im WHA Amateur Draft des gleichen Jahres, der Angreifer entschied sich jedoch für das Angebot der New York Rangers. Für das Team aus New York City spielte er zwei Jahre lang in der National Hockey League, ehe er am 2. November 1979 zusammen mit Pat Hickey, Mike McEwen, Dean Turner im Tausch für Barry Beck an die Colorado Rockies abgegeben wurde. Bei den Rockies verbrachte er ebenfalls zwei Spielzeiten.
Von 1981 bis 1984 stand DeBlois für die Winnipeg Jets in der NHL auf dem Eis. Anschließend wurde er im Tausch gegen Perry Turnbull zu den Montréal Canadiens transferiert wurde. Mit dem Team aus Québec gewann er in der Saison 1985/86 zum ersten und einzigen Mal in seiner Laufbahn den prestigeträchtigen Stanley Cup. Dabei erzielte er in 72 Spielen 14 Tore und gab weitere 17 Vorlagen. Nach diesem Erfolg kehrte er zu den New York Rangers zurück, bei denen er seine NHL-Karriere begonnen hatte. Dort verbrachte er insgesamt drei Spielzeiten, ehe er eineinhalb Jahre lang für die Québec Nordiques, die in der Zwischenzeit nach der Auflösung der WHA ebenfalls in die NHL gewechselt waren. Zu Beginn der Saison 1990/91 nahmen die Toronto Maple Leafs den Linksschützen unter Vertrag. Seine Karriere beendete er allerdings bei seinem Ex-Club Winnipeg Jets, zudem er kurz vor Ende der Trade Deadline in der Saison 1991/92 im Tausch gegen Mark Osborne gewechselt war, im Alter von 35 Jahren.
Nach seinem Karriereende als Spieler war DeBlois in der Saison 1995/96 zunächst als Cheftrainer der Moncton Alpines aus der QMJHL sowie anschließend zwei Jahre lang als Assistenztrainer für die Kansas City Blades aus der International Hockey League tätig. Anlässlich des Heroes of Hockey Game, welches im Rahmen des NHL All-Star Games stattfand, schnürte er 2001 noch einmal die Schlittschuhe.

### International
Für Kanada nahm DeBlois an der Weltmeisterschaft 1981 teil, bei der er mit seiner Mannschaft den vierten Platz belegte.

## Erfolge und Auszeichnungen
- 1976 QMJHL East First All-Star Team
- 1977 QMJHL First All-Star Team
- 1977 Trophée Michel Brière
- 1986 Stanley-Cup-Gewinn mit den Montréal Canadiens
- 2001 Heroes of Hockey Game